# Бабићи (Каштелир-Лабинци)
Бабићи (хрв. Babići, итал. Babici) су насељено место у општини Каштелир-Лабинци, Истарска жупанија, Хрватска.

## Историја
До територијалне реорганизације у Хрватској били су у саставу старе општине Пореч.

## Становништво
У попису становништва из 2011. године, Бабићи су имали 75 становника.
| Број становника према пописима | Број становника према пописима | Број становника према пописима | Број становника према пописима | Број становника према пописима | Број становника према пописима | Број становника према пописима | Број становника према пописима | Број становника према пописима | Број становника према пописима | Број становника према пописима | Број становника према пописима | Број становника према пописима | Број становника према пописима | Број становника према пописима | Број становника према пописима |
| ------------------------------ | ------------------------------ | ------------------------------ | ------------------------------ | ------------------------------ | ------------------------------ | ------------------------------ | ------------------------------ | ------------------------------ | ------------------------------ | ------------------------------ | ------------------------------ | ------------------------------ | ------------------------------ | ------------------------------ | ------------------------------ |
| 1857                           | 1869                           | 1880                           | 1890                           | 1900                           | 1910                           | 1921                           | 1931                           | 1948                           | 1953                           | 1961                           | 1971                           | 1981                           | 1991                           | 2001                           | 2011                           |
| 0                              | 0                              | 304                            | 109                            | 125                            | 137                            | 0                              | 0                              | 102                            | 96                             | 89                             | 59                             | 71                             | 74                             | 73                             | 75                             |

Напомена : Године 1880. исказано под именом Леговић. Године 1857, 1869, 1921. и 1931. подаци су садржани у насељу Каштелир. Године 1991. део насеља издвојен је у самостално насеље Церјани, за које постоје подаци 1880.